# 加勒比撲克
加勒比撲克(又稱聯獎撲克)是個賭場內的賭桌遊戲，規例類似梭哈。不過，有別於標準撲克遊戲，加勒比撲克是與莊家，而不是其他牌手鬥牌。(並像其他賭場遊戲一樣，長遠而言賭客無法勝出。)由於沒有「偷雞」或其他欺騙對手的成份，大多數撲克牌手都不視加勒比撲克為「撲克」。(例如當一個牌手說玩撲克，他指的可能是七張梭哈，而不會是加勒比撲克。)
以下為賭場的一般規例，但個別賭場的細節(如派彩和限注)可能不同。
遊戲開始時，每個閒家須把底注放在指定的位置。荷官宣布截止下注後，每個閒家並莊荷會獲發5張牌，牌面向下。荷官會打開莊家其中1張牌，然後賭客可以看牌，但只可以看自己的牌，而且不可與其他參與該局的賭客討論牌局。
閒家可以選擇繼續或蓋牌；如選擇繼續，須在指定位置放下兩倍於原注的加注。如選擇蓋牌，則視作放棄原注。
所有閒家都已作出決定後，荷官會翻開莊家的底牌。莊家如果成局(牌型為A/K或以上)，會與閒家(由右至左)逐一鬥牌，牌型較大者為勝。
在加勒比撲克賭桌上必須遵守以下規則：
- 每名賭客只可控制一手牌，不可在一局內持有或押注於多於一手牌。
- 投注「累進大獎」者須負責確定賭桌上的顯示燈已亮起。
- 賭客不可互相或與荷官交換或溝通有關牌局的資訊。賭客如有違規，該門作廢牌論，所有賭注會被沒收。
- 如發牌錯誤(牌數有錯或意外翻開)，出錯該門作廢並退回賭注，而賭局繼續。
- 賭桌/賭場管理人員有權作最後決定，不得異議。
- 如荷官只獲發4張牌，荷官會另外發1張牌而繼續牌局。任何其它莊家獲發的牌數錯誤，則全局作廢。
- 閒家看牌時不可把牌從桌面拿起，當他決定了加注或蓋牌後不可再觸摸牌隻。
- 如有兩隻或以上任何一家的底牌在截止下注前亮開，則全局作廢。

如閒家在鬥牌中勝出，原注會得到1賠1的獎金，而加注的獎金按牌型而異，賠率如下(總數不可超過該賭桌的獎金上限)：
| 皇家同花順 | 1 賠 100 |
| 同花順     | 1 賠 50  |
| 四條       | 1 賠 20  |
| 葫蘆       | 1 賠 7   |
| 同花       | 1 賠 5   |
| 順子       | 1 賠 4   |
| 三條       | 1 賠 3   |
| 兩對       | 1 賠 2   |
| 一對       | 1 賠 1   |

如莊家不成局(牌型小於A/K)，所有加注會退回，而所有閒家的原注會得到1賠1的獎金。如閒家在鬥牌中落敗，原注和加注都會輸掉。
此外，加勒比撲克設有累進大獎。閒家可以把一枚1美元(澳門賭場則為港/葡幣20元或25元)的籌碼放進指定的位置，只要閒家該局牌型為「同花」或以上，不論下注多少和莊家是否成局，都可中獎：
| 牌型   | 美國獎金      | 澳門獎金      |
| 黃袍麒 | 100% 累進大獎 | 100% 累進大獎 |
| 同花順 | 10% 累進大獎  | 10% 累進大獎  |
| 四條   | $500          | $5000         |
| 夫盧   | $100          | $1500         |
| 同花   | $50           | $1000         |